# Сталаг (жанр)
Это статья о литературном жанре, о немецких лагерях для военнопленных см. шталаг
Сталаг (ивр. סטאלג‎, происходит от сокращённого нем. Stammlager — основной лагерь) — существовавший непродолжительное время литературный жанр порнографии, эксплуатирующий темы преступлений нацистского режима и Холокоста. Произведения данного жанра имели популярность в Израиле в 1960-х годах. В основном это были короткие литературные произведения, что обуславливалось высокой частотой публикации, вплоть до ежедневного графика (иногда ошибочно утверждается о существовании комиксов). В них сексуально объективированные женщины, обличённые властью, как служительницы концлагерей, сексуально надругались над мужчинами-заключёнными. Жанр был запрещён в Израиле. Опубликованные произведения изымались и уничтожались, в связи с чем до настоящего момента дошло небольшое количество оригинальных изданий. Новую популярность жанр обрёл в эпоху интернета, благодаря возможности сканирования и свободного файлообмена.

## История
В 1955 году был опубликован роман «Дом кукол» неизвестного автора, под псевдонимом К. Цетник. Роман рассказывает о женщинах-заключённых, которых нацистская охрана принуждала к проституции. Несмотря на то, что книга художественная, она считалась отчасти правдивой, основанной на опыте сестры автора, бывшей, как и сам автор, узницей Освенцима. Однако позже выяснилось, что у автора книги никогда не было сестры. В документальном фильм «Сталаги» писательница и переводчик Рут Бонди утверждает, что «Цетник нанёс колоссальный ущерб. Его книги были, по сути дела, первым в Израиле источником информации о Холокосте и имели статус истины в последней инстанции». Так же К. Цетник был одним из свидетелей, давших показания против Эйхмана на суде.
Воспользовавшись тенденцией, группа израильских издателей начала публиковать бульварное чтиво, которое выдавалось за мемуары. В особенности популярными стали публикации, описывающие сексуальное насилие в концентрационных лагерях. Продаваемые в журнальных киосках, романы стали бестселлерами.
Первая книга серии, «Сталаг 13», была опубликованная в 1961 году. Она была написана по мотивам фильма Билли Уайлдера «Лагерь для военнопленных № 17». Автором значился Майк Баден. Вскоре последовали аналогичные издания. Несмотря на художественность, на задней обложке некоторые из них описывались, как основанные на реальных событиях или полностью документальные. Книги представлялись, как переводы с английского; на обложках указывались авторы — Виктор Боулдер, Ким Рокман, Мадлен Рашмон и другие американизированные или европеизированные имена. Иногда это делалось, в том числе для того, чтобы выдать книгу за мемуары. Однако, на самом деле, они были написаны израильскими писателями, основным из которых был Мирон Уриэль. Выпуском книг занималось издательство Owl Press, а главным издателем был Эзра Наркис.
Исследователи полагают, что феномен появления данного жанра и в столь специфической среде, связан напрямую с культурой молчания в отношении Холокоста, которая была характерной для израильского общества в послевоенный период. Поворотным событием в такой ситуации стал суд над Адольфом Эйхманом.
В конце 1960-х против издателей сталагов были возбуждены судебные процессы. Им были выдвинуты обвинения в распространении порнографии, и выпуск книг был прекращен. Книги «Я была личной сукой полковника Шульца» Моник Корно и «А вот и милый гробовщик» Майка Бадена, попали под официальный запрет. Причём, сталаг «Я была личной сукой» выделялся из массы однотипных произведений тем, что здесь впервые для жанра была показана более реалистичная ситуация — насильником был мужчина, а заключённой — женщина. Издания разыскивались с особой тщательностью, как возмущённой общественностью, так и при помощи полиции. Книги конфисковывали, а после — уничтожали. Издатель Исаак Гутман был осуждён за публикацию непристойностей.
В настоящее время оригиналы и репринты сталагов всё ещё доступны, однако незаконны для распространения. В то время, как отсканированные версии более доступны в интернете. В русской литературе примером сталага можно назвать рассказ Владимира Сорокина «Месяц в Дахау».

## В культуре
- В эпизоде сериала «Семья Симхон» господин Симхон (в исполнении Меира Маргалита[англ.]) застаёт свою дочь Наву с книгой «Сталаг 340» и читает из неё: «Она стояла перед ним, сжимая кистень (или кнут), и с обнажённой грудью». Когда Нава признаётся, что купила книгу, он приходит в ярость: «На мои деньги? На те деньги, за которые я работаю и стараюсь их добыть, ты покупаешь сумку, полную голых грудей?»[1]
- В фильме «Горячая жевательная резинка» Бенци, один из главных героев фильма, читает сталаг в ванне[1].
- В книге писательницы Лимор Нахмиас[ивр.] «Белая лента на Красной шапочке» главный герой книги находит в поместье своего отца коллекцию сталагов и дарит один из них возлюбленной.
- В книге «Повесть о любви и тьме» Амос Оз рассказывает об отце, который ругал его в подростковом возрасте: «Когда я был в твоем возрасте […] Я уже читал Эврипида, Овидия и Сенеку на их языке! А ты? Валяешься двенадцать часов кряду на спине и читаешь всякую дрянь и мусор? Еженедельник „Этот мир“? Всякие листки, полные омерзительных вещей? Стыд и позор! „Гамад“ и „Сталаг“! Гнусность, предназначенная только для человеческого отребья! Внучатый племянник профессора Клаузнера ещё кончит тем, что превратится в пустоголового дурня? В уличного хулигана?»[10]

## Влияние
- Жанр сталаг можно назвать наследником «Мужицкого приключения[англ.]», жанра американской бульварной литературы, сформировавшегося в 1940-х годах. Некоторые произведения в жанре сталаг были переработаны для публикации в США, однако, не приобрели такой же популярности, как на родине[7]. Сюжеты, в которых мужчины оказывались в зависимой позиции, оказались менее востребованными американским рынком. Однако, вероятно, данные публикации повлияли на развитие и визуальную эстетику нацисплотейшена, эксплуатационного жанра популярной культуры[11][12].
- В 2003 году жанр снова стал предметом публичных дебатов в Израиле благодаря работам исследователя поп-культуры Эли Эшеда[англ.][7][13].
- В 2008 году режиссёр Ари Либскер[англ.] снял документальный фильм «Сталаги[англ.]»[3][14][15].
- Эстетика сталагов проникла в БДСМ-культуру современного Израиля. Так, например, проводятся тематические кинки-вечеринки, в стилистике сталаг[16].

### Комментарии
1. ↑  На идише означает «узник концентрационного лагеря».